# اگسارهالی (چانارایاپاتنا)
اگسارهالی (چانارایاپاتنا) (به انگلیسی: Agasarahalli (Channarayapatna)) یک روستا در هند است که در کارناتاکا واقع شده‌است.